# آدم هيوز (لاعب اتحاد الرغبي)
آدم هيوز (بالإنجليزية: Adam Hughes)‏ هو لاعب اتحاد الرغبي بريطاني، ولد في 14 فبراير 1990 في نيوبورت في المملكة المتحدة.